# Wilhelm af Klinteberg (ämbetsman)
Wilhelm af Klinteberg (ursprungligen Klintberg), född den 15 mars 1759, död den 19 juni 1829, var en svensk jurist och ämbetsman.

## Biografi
Den unge Klintberg avlade studentexamen i Lund redan vid tio års ålder 1769. Han studerade därefter juridik och avlade hovrättsexamen 1778 samt blev samma år auskultant i Göta hovrätt. År 1782 blev han vice häradshövding och 1798 häradshövding i Lane härad i Bohuslän. Han verkade senare som häradshövding även i Kinnevalds och Norrvidinge härader i Kronobergs län. År 1800 fick han fullmakt som lagman och deltog samma år vid riksdagen såsom sekreterare i bondeståndet.
1807 upphöjdes Wilhelm tillsammans med sin bror, skeppsbyggaren och sjöofficeren Fredric Ludvig, i adligt stånd med namnet af Klinteberg (ätt nummer 2188 på Riddarhuset). Senare tilläts Wilhelm och Fredric Ludvig att genom adoption även upptaga sin yngre bror Svante i adelskapet. Wilhelm af Klinteberg upphöjdes 1815 i friherrligt stånd enligt paragraf 37 med nummer 359.
Wilhelm af Klintebergs karriär fortsatte efter adlandet raskt och han var bland annat 1810 tillförordnad justitiekansler varvid han hade att leda förhören efter det fersenska mordet. När så landshövdingen i Hallands län, Gustaf Wilhelm Conradi, våren 1811 rymt till Köpenhamn med sin systerdotter utnämndes Klinteberg raskt till dennes efterträdare. Som sådan fick han en delikat fråga att hantera, nämligen det till uppror gränsande missnöje som fanns bland länets bönder över utskrivningarna av soldater med anledning av Napoleonkrigen. Klinteberg lyckades dock tala allmogen till rätta utan att behöva ta till vapenmakt, och som belöning för detta befordrades han efter bara ett par månader till tillförordnad landshövding i Malmöhus län där den sittande hövdingen, Gustaf Fredrik von Rosen, visat sig inkapabel att hantera motsvarande problem. 1812 efterträdde af Klinteberg formellt von Rosen.
Som landshövding engagerade sig af Klinteberg bland annat mycket i det skånska vägnätets förbättrande, och ett bestående minnesmärke över hans insatser på detta område är de typiska skånska planteringarna av pilträd längs landsvägarna för att förhindra jord- och sandflykt från de kringliggande åkrarna.
Wilhelm af Klinteberg var son till kontraktsprosten och kyrkoherden i Härslövs socken Paul Klintberg (1723-1784) och Anna Maria Faxe. Han var sedan 1788 gift med Hedvig Falk. Sonen Göran Fredrik blev far till hovrättsrådet Fredrik af Klinteberg.